# Arthur Larsen

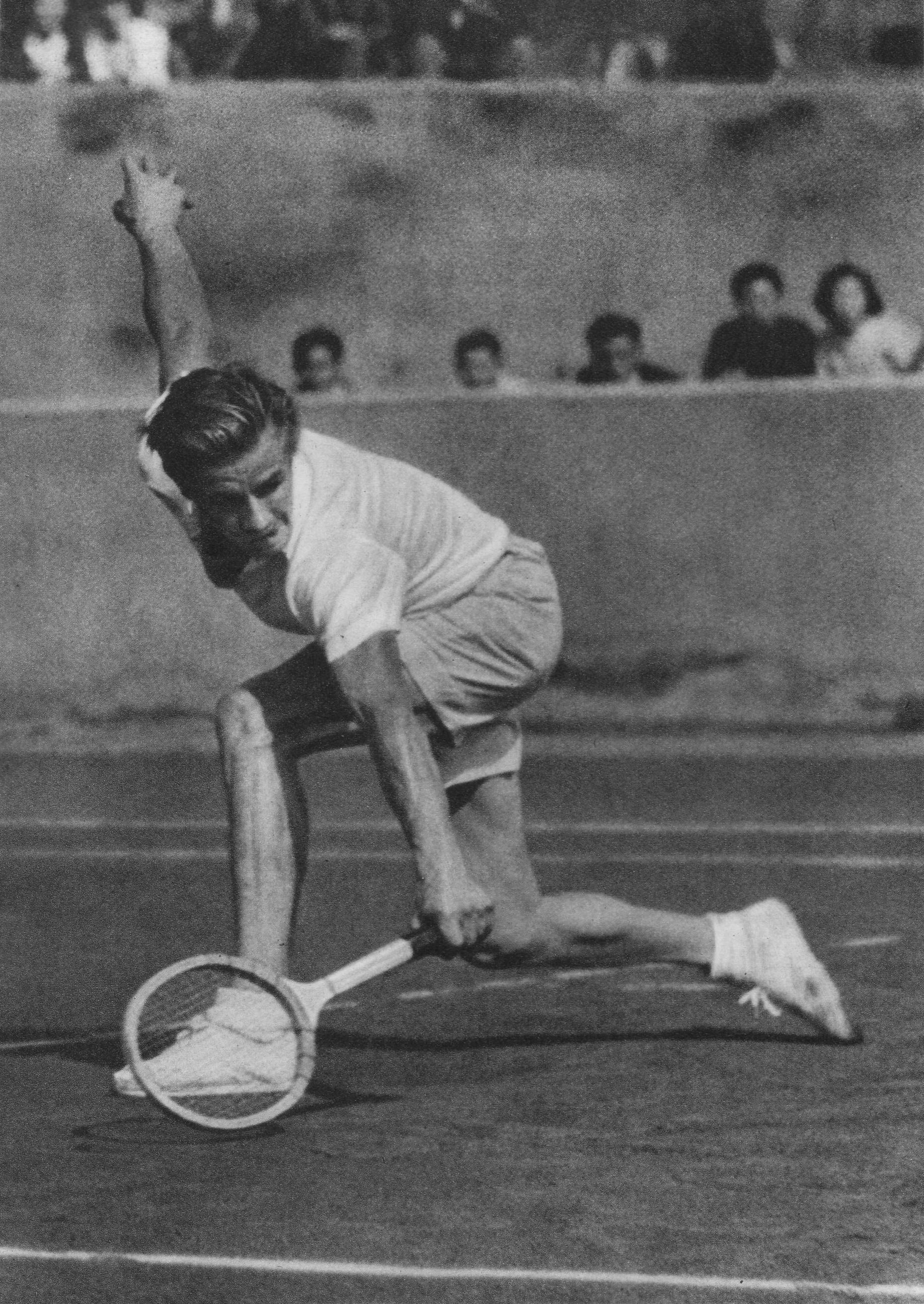
Arthur Larsen 1951 in Japan

Arthur David Art Larsen (* 17. April 1925 in Hayward, Kalifornien; † 7. Dezember 2012 in Kalifornien) war ein US-amerikanischer Tennisspieler.
Bei seinem größten Erfolg, dem Sieg bei den amerikanischen Tennismeisterschaften 1950, später US Open genannt, in Forest Hills schlug er Herbert Flam in fünf Sätzen. In den Jahren 1951 und 1952 gewann er zudem mit dem US-amerikanischen Team den Davis Cup.